# سیزرز اوزر
سیزرز اوزر (انگلیسی: Cēzars Ozers؛ زادهٔ ۱۱ فوریهٔ ۱۹۳۷) بازیکن بسکتبال اهل اتحاد جماهیر شوروی سوسیالیستی است.
وی در مسابقات کشوری و بین‌المللی در مجموع برندهٔ ۱ مدال نقره شده‌است.